# Бясь-Кюйоль (Гірський улус)
Бясь-Кюйоль (рос. Бясь-Кюёль) — село у Гірському улусі Республіки Сахи Російської Федерації.
Населення становить 666  осіб. Належить до муніципального утворення Атамайський наслег.

## Історія
Згідно із законом від 30 листопада 2004 року органом місцевого самоврядування є Атамайський наслег.

## Населення
| 2002 | 2010 | 2012 | 2013 | 2014 | 2015 | 2016 |
| ---- | ---- | ---- | ---- | ---- | ---- | ---- |
| 654  | ↗673 | ↗677 | ↗678 | ↘673 | ↗682 | ↘679 |
| 2017 | 2018 |      |      |      |      |      |
| ↘662 | ↗666 |      |      |      |      |      |